# Temple Grandin
Mary Temple Grandin (sinh ngày 29 tháng 8 năm 1947) là một tiến sĩ người Mỹ, giáo sư Đại học Tiểu bang Colorado, tác giả có sách bán chạy, nhà hoạt động vì quyền của người bệnh tự kỉ, nhà tư vấn cho ngành chăn nuôi về hành vi động vật và là kĩ sư. Bà cũng là người sáng chế ra dụng cụ "hộp ôm" có khả năng giúp người tự kỉ lấy lại sự bình tĩnh. Bà nằm trong danh sách Time 100 hững người có tầm ảnh hưởng nhất thế giới trong hạng mục "Heroes".

## Thuở hàn vi
Grandin sinh tại Boston, Massachusetts, có cha mẹ là Richard Grandin và Eustacia Cutler. Bà được chẩn đoán mắc chứng tự kỉ vào năm lên 2 - tức năm 1949. Khả năng nói của bà chậm phát triển và lên 4 thì bà mới bắt đầu nói. Bà tự nhận mình là người may mắn vì nhận được sự hỗ trợ của những người thầy ở trường học. Tuy nhiên, theo bà thì giai đoạn học cấp 2 và cấp 3 là khoảng thời gian khó khăn bởi sự kém cỏi trong kĩ năng giao tiếp của bản thân. Bà bị mọi người chế nhạo là "đứa trẻ lập dị". Vào thời gian đó, mỗi khi bước trong hành lang trường học thì các đồng môn lại chế giễu bà là "cái máy ghi băng" bởi bà liên miệng lập lại lời mình nói. Grandin tâm sự: "Giờ thì tôi thấy buồn cười khi nghĩ về chuyện đó, thế nhưng lúc đó tôi thấy tổn thương lắm."
Sau khi tốt nghiệp trường dự bị Hampshire (Hampshire Country School) ở Rindge, New Hampshire vào năm 1966, bà tiếp tục học cử nhân tâm lý học tại Trường Đại học Franklin Pierce vào năm 1970, rồi thạc sĩ về khoa học thú vật ở Đại học Tiểu bang Arizona vào năm 1975, rồi tiến sĩ khoa học thú vật ở Đại học Illinois tại Urbana-Champaign vào năm 1989.

## Sự nghiệp
Bà thuyết giảng rộng rãi những trải nghiệm đầu tiên về cảm giác bị mọi thứ xung quanh mình đe dọa, cảm giác bị xua đuổi và sợ hãi - những điều đã tạo động lực cho bà nghiên cứu về quy trình giết vật nuôi mang tính nhân đạo trong ngành chăn nuôi. Website của bà xúc tiến sự cải tiến tiêu chuẩn kết liễu vật nuôi. Năm 2004, bà nhận giải "Proggy" trong hạng mục "Visionary" từ tổ chức PETA.
Một trong những tiểu luận đáng chú ý hơn cả của bà về vấn đề nhân đạo đối với động vật là tiểu luận "Animals Are Not Things,", trong đó bà thừa nhận dù rằng động vật là tài sản trong xã hội loài người song cuối cùng thì luật pháp ban cho chúng quyền được đối xử nhân đạo. Bà so sánh giữa tính chất và quyền của những con bò và những cái tuốc nơ vít, liệt kê nhiều cách mà con người dùng chúng cho mục đích của họ, nhưng khi đề cập đến vấn đề đau đớn thì cần phân biệt rõ: theo luật, một người có thể giẫm nát một cái tuốc nơ vít nhưng không được tra tấn vật nuôi.
Grandin trở nên nổi tiếng sau được Oliver Sacks miêu tả trong cuốn sách An Anthropologist on Mars (1995). Tựa đề sách được đặt theo mô tả của Grandin về cảm giác của bà khi sống giữa những con người không mắc tự kỉ như bà. Vào giữa thập niên 1980, Grandin bắt đầu thuyết trình trước công chúng về chứng tự kỉ.
Dựa trên kinh nghiệm cá nhân, bà ủng hộ can thiệp sớm nhằm xác định chứng tự kỉ và xác định những người thầy có khả năng chỉ dẫn những đứa trẻ mắc tự kỉ theo hướng thu được kết quả tốt. Bà tả mình là một người cực kì nhạy cảm với tiếng ồn và các tác nhân liên quan đến giác quan. Bà tuyên bố bà là người chủ yếu suy nghĩ bằng hình ảnh, và rằng ngôn từ chỉ là ngôn ngữ thứ hai của bà. Grandin so sánh trí nhớ của bà với những thước phim đầy đủ trong đầu, khi cần có thể đem ra phát lại, từ đó cho phép bà nhớ được những chi tiết nhỏ. Bà cũng có khả năng xem lại trí nhớ của mình trong các bối cảnh khác nhau bằng cách thay đổi vị trí ánh sáng và bóng đổ.
Hiểu biết sâu sắc về suy nghĩ của gia súc đã dạy cho bà đánh giá sự thay đổi của những chi tiết mà gia súc cảm thấy đặc biệt nhạy cảm. Nó cũng dạy bà sử dụng các kĩ năng hình dung để chế tạo ra các thiết bị xử lý vật nuôi mang tính nhân đạo. Năm 2009, bà được tổ chức Hội Kĩ sư Nông nghiệp và Sinh học Mỹ kết nạp.
Là một người ủng hộ "sự đa dạng về thần kinh" (neurodiversity), Grandin từng phát biểu rằng bà không ủng hộ chữa trị cho toàn bộ những người mắc tự kỉ.

## Đời tư

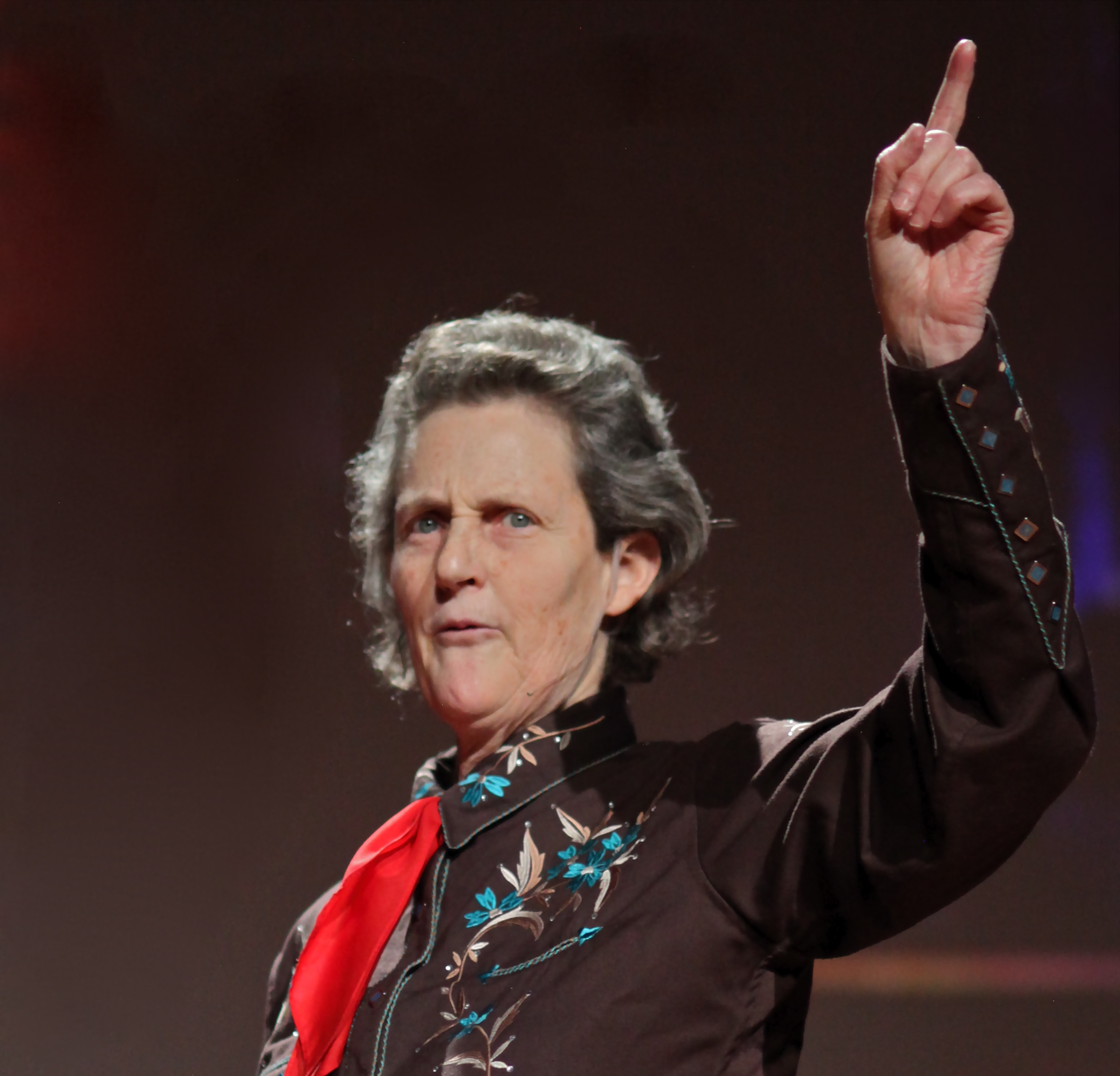
Temple Grandin tại Hội thảo TED năm 2010

Grandin cho rằng bà không có các mối quan hệ mang tính cảm xúc như người khác. Bà không kết hôn hoặc có con. Ngoài thời gian nghiên cứu thú vật và đấu tranh vì quyền của người tự kỉ thì bà thích cưỡi ngựa, đọc truyện khoa học viễn tưởng, xem phim và tìm hiểu hóa sinh.
Trong các sách mang tính tự truyện, Grandin viết rằng chứng tự kỉ ảnh hưởng lên mọi mặt đời sống của bà. Bà phải mặc quần áo thoải mái để kháng lại chứng rối loại xử lý giác quan và phải bố trí cách sống hợp lý để tránh bị quá tải giác quan. Bà thường uống thuốc chống trầm cảm nhưng không còn dùng đến "máy ôm" - dụng cụ mà bà sáng chế năm 18 tuổi nhằm giảm stress - nữa. Trong một phỏng vấn vào tháng 2 năm 2010, bà bộc bạch: "Cái máy đã hỏng hai năm rồi và tôi chẳng sửa nó nữa. Giờ tôi ôm tất cả mọi người."
Ngày 5 tháng 8 năm 2013, Eustacia Cutler - mẹ của Grandin - đăng một bài báo trên tờ The Daily Beast với nội dung về mối liên hệ giữa những người đàn ông mắc chứng tự kỉ và việc xem văn hóa phẩm khiêu dâm về trẻ em. Bài báo gánh chịu sự giận dữ từ phía những người tự kỉ vì nó thiếu các bằng chứng để chứng minh các luận điểm của Cutler. Grandin đáp lại bài báo này và phân tích những lời chỉ trích đối với bài báo trong một cuộc phỏng vấn với blog Life Tinted Blue.

## Vinh danh
Năm 2010, Grandin được tạp chí Time xếp vào danh sách Time 100 gồm 100 người có tầm ảnh hưởng nhất trên thế giới trong hạng mục "Heroes". Bà nhận Huy chương Double Helix vào năm 2011. Bà được nhiều trường đại học trao bằng danh dự, có thể kể ra đây là Đại học Carnegie Mellon (2012), Đại học McGill (Canada, 1999) và Đại học Thụy Điển về Khoa học Nông nghiệp (2009).
Ngoài ra, Grandin còn có cơ hội nói chuyện ở Hội thảo toàn cầu TED. Tại đây bà có câu nói: "Thế giới cần mọi loại trí óc."

## Trong văn hóa đại chúng
Grandin xuất hiện trong nhiều chương trình phát trên truyền thông đại chúng như It's Your Health của Lisa Davis, Primetime Live của hãng ABC, Today Show của hãng NBC, Larry King Live, Fresh Air với Terry Gross trên sóng truyền thanh NPR. Bà được nhiều báo chí viết về, chẳng hạn tạp chí Time, tạp chí People, tạp chí Discover, tạp chí Forbes và báo The New York Times. Năm 2012, bà được Thriving Canine Radio phỏng vấn với đề tài "A Different Perspective on Animal Behavior."
Grandin trở thành đề tài của phim tài liệu "The Woman Who Thinks Like a Cow" trong loạt chương trình Horizon của hãng BBC, phát trên sóng BBC vào ngày 8 tháng 6 năm 2006. Bà có mặt trong chương trình truyền hình First Person của Errol Morris. Grandin cũng xuất hiện trong sê ri phim tài liệu phát trên truyền hình có tựa đề Beautiful Minds: A Voyage Into the Brain (được sản xuất năm 2006 bởi công ty Đức colourFIELD tell-a-vision). Phim tài liệu "Ingenious Minds" phát trên kênh Sci Channel có Grandin.
Grandin là cảm hứng cho bộ phim nửa tự sự Temple Grandin do HBO sản xuất, trong đó nữ diễn viên Claire Danes đóng vai Grandin. Phim được phát hành năm 2010 và được đề cử 15 giải Emmy, kết quả là thắng 5 giải, bao gồm giải Phim truyền hình xuất sắc và giải Nữ diễn viên drama xuất sắc. Thật tình cờ, Lễ trao giải Emmy 2010 cũng trùng với ngày sinh nhật của Grandin. Tại Lễ trao giải Quả cầu vàng 2010, Claire Danes thắng một giải hạng mục Vai diễn xuất sắc nhất của nữ diễn viên trong một sê-ri ngắn hoặc phim dành chiếu trên truyền hình.
Trong cuốn sách bán chạy The Omnivore's Dilemma của mình, Michael Pollan cũng có phỏng vấn Grandin về ngành chăn nuôi.
Ban nhạc folk-punk Andrew Jackson Jihad có hai bài hát tựa đề "Temple Grandin" và "Temple Grandin Too" trong LP Christmas Island của họ.

## Sách và bài viết đã xuất bản
- Emergence: Labeled Autistic (viết cùng Margaret Scariano, 1986, cập nhật năm 1991), ISBN 0-446-67182-7
- The Learning Style of People with Autism: An Autobiography (1995). Trong Teaching Children with Autism: Strategies to Enhance Communication and Socialization, Kathleen Ann Quill, ISBN 0-8273-6269-2
- Thinking in Pictures: Other Reports from My Life with Autism (1996) ISBN 0-679-77289-8
- Developing Talents: Careers for Individuals with Asperger Syndrome and High-Functioning Autism (2004). ISBN 1-931282-56-0
- Animals in Translation: Using the Mysteries of Autism to Decode Animal Behavior (viết cùng Catherine Johnson, 2005), ISBN 0-7432-4769-8
- The Unwritten Rules of Social Relationships: Decoding Social Mysteries Through the Unique Perspectives of Autism (viết cùng Sean Barron, 2005), ISBN 1-932565-06-X
- The Way I See It: A Personal Look At Autism And Asperger's (2008), ISBN 9781932565720
- Animals Make Us Human: Creating the Best life for Animals (viết cùng Catherine Johnson, 2009), ISBN 978-0-15-101489-7
- The Autistic Brain: Thinking Across the Spectrum (viết cùng Richard Panek, 2013), ISBN 978-0-547-63645-0
- Genetics and the Behavior of Domestic Animals, Second Edition  (viết cùng Mark Deesing, 2013), ISBN 978-0-12-394586-0
- Improving animal welfare: a practical approach (2010). ISBN 978-1-84593-541-2, CABI, UK
- Livestock handling and transport (2007). ISBN 978-1-84593-219-0. CABI, UK.
- Grandin, T. 2013. Making slaughterhouses more humane for cattle, pigs, and sheep. Annual Review of Animal Biosciences. 1:491-512.
- Grandin, T. 2001. Cattle vocalizations are associated with handling and equipment problems at beef slaughter plants. Applied Animal Behaviour Science. Tập 71, 2001, tr. 191-201.
- Grandin, T. 1996. Factors That Impede Animal Movement at Slaughter Plants. Journal of the American Veterinary Medical Association. 209(4), tr. 757-759.
- Grandin, T. 1995. Restraint of Livestock. Proceedings: Animal Behaviour Design of Livestock and Poultry Systems International Conference (tr. 208-223). Northeast Regional Agriculture Engineering Service xuất bản. Cooperative Extension. 152 Riley - Robb Hall, Ithaca, New York, 14853 Hoa Kỳ.
- Grandin, T. 1994. Euthanasia and Slaughter of Livestock. Journal of American Veterinary Medical Association. Tập 204, tr.1354-1360.
- Grandin, T. 1989 (Updated 1999). Behavioral Principles of Livestock Handling. Professional Animal Scientist. Tháng 12 năm 1989 (tr. 1–11).